# Waiting in Vain
Waiting in Vain è un brano scritto ed interpretato da Bob Marley. La canzone è inserita nell'album Exodus, uscito nel 1977.
Pubblicato come singolo, ha raggiunto la ventisettesima posizione della Official Singles Chart.

## Versione di Annie Lennox
Waiting in vain è il terzo singolo estratto da Medusa, secondo album da solista di Annie Lennox.
Il singolo è una cover di Bob Marley del 1977. La traccia è stata nuovamente arrangiata dal produttore Stephen Lipson ed è stata pubblicata come singolo nel settembre del 1995. Ha raggiunto il #31 posto nella classifica dei singoli britannica.
È stata utilizzata come colonna sonora di due film: nel 2001 nel film Quando l'amore è magia - Serendipity e nel 2002 nel film Ipotesi di reato con Ben Affleck.

### Videoclip
Il videoclip mostra Annie Lennox nei panni di una originale Minnie la quale, mentre attende il suo amato, rassetta e pulisce la sua casa. In alcune scene del video vengono assemblati contemporaneamente tre episodi differenti, mostrando di conseguenza le azioni che la protagonista svolge in tre situazioni diverse.

### Tracce
1. Waiting in Vain (Single Mix) – 4:07
2. No More "I Love You's" (Junior Vasquez Mix) – 7:32
3. Waiting in Vain (Strong Body Mix) – 5:27
4. Medusa (Interview Excerpts) – 5:01

## Classifiche
| Classifica                            | Posizione massima |
| ------------------------------------- | ----------------- |
| Official Singles Chart (Bob Marley)   | 27                |
| Official Singles Chart (Annie Lennox) | 31                |